# Heterosis-Effekt
Als Heterosis-Effekt (auch: Luxurieren der Bastarde) wird in der Genetik, der Pflanzenzucht und der Tierzucht die besonders ausgeprägte Leistungsfähigkeit von Hybriden (Mischlingen) bezeichnet, beispielsweise von Nachkommen zweier verschiedener Pflanzensorten oder Tierrassen. Von einem Heterosis-Effekt wird dann gesprochen, wenn die beobachtete Leistung der ersten Tochtergeneration (Filialgeneration F1) höher ist als die durchschnittliche Leistung bei den Ausgangssorten oder -zuchtrassen der Elterngeneration (Parentalgeneration).

## Genetik
Die Eltern der Hybriden sind für die untersuchten Zuchtmerkmale reinerbig (homozygot) und erbfest; sie entstammen verschiedenen Zuchtpopulationen. Ihre Nachkommen in der F1-Generation sind mischerbig (heterozygot) und gleichen einander entsprechend der ersten Mendelschen Regel (Uniformitätsregel). Dies beruht darauf, dass im doppelten Chromosomensatz der Nachkommen jeweils ein Allel von der Mutter und eines vom Vater stammt. Wenn die beiden Eltern in vielen Merkmalen reinerbig sind und sich stark voneinander unterscheiden, ergibt sich eine nachzüchtbare hybride F1-Generation, deren Eigenschaften sich von denen der beiden Eltern unterscheiden.

## Nutzen
Durch genetisch möglichst unterschiedliche reinrassige Zuchtlinien der Parentalgeneration (Elterngeneration) wird bei der Kreuzung erreicht, dass eine Reihe Allele der Kreuzungseltern unterschiedlich ist. Deren mehrfach heterozygote Nachkommen verfügen über mehr verschiedene Erbanlagen als reinrassige. Sie sind oft widerstandsfähiger gegen Krankheiten und können sich oft besser auf wechselnde Umweltbedingungen einrichten. Zudem werden rezessiv bedingte nachteilige Eigenschaften im Phänotyp der hybriden 1. Tochtergeneration seltener oder gar nicht realisiert.
Hybridzucht wird vor allem zur Steigerung von Fertilitätsmerkmalen angewendet, die normalerweise eine niedrige Heritabilität haben, wie nicht leicht vererbliche Faktoren erhöhter Fruchtbarkeit bei Schweinen oder gesteigerten Samenertrags bei Kulturpflanzen.
Genutzt wird die Hybridzucht z. B. bei Bienen, Schweinen, Hybridhühnern und im Pflanzenbau (Getreide, Mais).
Nach der zweiten Mendelschen Regel nimmt die Mischerbigkeit jedoch schon mit der zweiten Filialgeneration (F2) ab: jede Selbstbefruchtung von Hybriden senkt den Grad der Heterozygotie und damit üblicherweise die Ausprägung der Heterosis der Merkmale erheblich. Mildere Inzucht, etwa fortgesetzte Geschwister-Paarung bei Tieren, senkt den Grad der Heterozygotie weniger stark, aber nach vielen Generationen ebenfalls bis auf Null. Wenn sich die Nachkommen von Hybriden, wie bei Tieren üblich, durch Fremdbefruchtung fortpflanzen, dann erreichen sie einen eher normalen Zustand auf dieser Inzucht-Hybrid-Skala und sind dann weder inzüchtig noch hybrid. Wenn aber die Nachkommen von Hybriden, wie bei vielen Pflanzen (z. B. Gerste) üblich, sich durch Selbstbefruchtung fortpflanzen, dann verlieren sie mit den Generationen die Mischerbigkeit, sie werden reinerbig. Sie verlieren wieder alles, was in der Ausgangshybride an Hybridwüchsigkeit vorhanden war. Der Heterosis-Effekt ist allerdings bei solchen Pflanzen von vornherein eher klein, sie verlieren somit über diese Generationenfolge nicht so viel.
Wenn beide Eltern also selbst Hybriden sind, die schon einen Heterosis-Effekt realisieren, dann müssen ihre Kreuzungs-Nachkommen nicht produktiver sein.
In der Maiszüchtung finden auch Dreiwegehybriden (Inzuchtlinie 1 x Inzuchtlinie 2) x Inzuchtlinie 3 Anwendung.
So kann der Heterosis-Effekt bei Getreide-Arten wie dem Mais oder Roggen zur Verdopplung (und mehr) der Erträge im Vergleich zu solchen Eltern (Inzuchtlinien) führen. Hierbei sind allerdings die vorhergehenden Inzuchtdepressionen bei höheren Inzuchtgenerationen (…, I6) der Eltern zu berücksichtigen. Aus der Perspektive von wüchsigen Hybriden erkennt man im Minderwuchs von Inzuchtlinien deren Inzucht-Depression; aus der Sicht dieser Inzuchtlinien entsprechend die Heterosis (Hybridwüchsigkeit, Bastardwüchsigkeit) der Hybriden (Bastarde). Der Anteil der Hybridsorten ist in den letzten Jahrzehnten stark angestiegen. Außer der hohen Leistung kommt vor allem der Planbarkeit des Züchtungsergebnisses mit Hilfe der Genomik große Bedeutung zu. 1995 waren bei Brokkoli, Tomaten und Rosenkohl jeweils über 80 Prozent der Sorten Hybridsorten.
Ein Vorteil für Agrar-Konzerne besteht darin, die Landwirtschaft durch Anbauverträge über Hybridsorten in Abhängigkeit zu bringen. Denn es ist aufwändig, die reinerbigen Elterngenerationen fortzuführen, und der Heterosis-Effekt geht nach der F1-Generation wieder verloren. Kritisiert wird, dass Konzerne den Verkauf von F1-Hybrid-Saatgut gezielt einsetzen, um die Kontrolle über Landwirtschaft und Saatgut zu erlangen. Von einigen Konzernen ist bekannt, dass sie Saatgut von der lokalen Bevölkerung aufkaufen und es mit Marktmacht als ihr „intellektuelles Eigentum“ ausgeben und eintragen lassen. Mit solcher Deklaration untersagen sie in Folge der Lokalbevölkerung, ihre eigenen, dort teils seit Jahrhunderten angebauten Samen weiter auszusäen. Die vom Konzern verkauften Hybridsorten sind jedoch nicht an jeden Standort angepasst, weshalb es immer wieder zu tragischen Ernteausfällen kommt. Es gibt globale Bestrebungen, die Souveränität der lokalen Bevölkerung und die Resilienz der lokalen Saat zu bewahren, indem robuste und evolutionär an die lokalen Gegebenheiten angepasste Samen unter freien Lizenzen geteilt werden.

## Heterosis beim Menschen
Intelligenzforscher wie Michael Mingroni ziehen Heterosis als Ursache für die stetige Zunahme der menschlichen Intelligenz, den sog. Flynn-Effekt, in Betracht.
Der Heterosis-Effekt könnte beim Menschen auch zu höherer Attraktivität führen. So waren in mehreren Studien Menschen mit gemischter Abstammung unter den bestaussehenden Gesichtern deutlich überrepräsentiert.

## Historie
Der deutsche Botaniker Joseph Gottlieb Kölreuter lieferte bereits 1766 eine erste Beschreibung dieses Phänomens. Bei seinen Untersuchungen von Tabak und Stechapfel beobachtete er, dass die Kreuzungsnachkommen eine gesteigerte Wüchsigkeit gegenüber den Elternpflanzen aufwiesen und dass es einen Zusammenhang zwischen Stärke dieses Phänomens und Verschiedenheit der Eltern gab.
Gregor Mendel beobachtete dies 1865 bei Erbsen und auch Charles Darwin berichtete 1876, dass Inzucht bei Pflanzen zu einer Verschlechterung, deren Kreuzung aber zu gesteigerter Vitalität führt.
Den Begriff Heterosis schlug 1914 der Pflanzengenetiker George Harrison Shull bei Vorlesungen in Göttingen vor; bis dahin wurde der Effekt Heterozygosis genannt.
Die Deutsche Forschungsgemeinschaft DFG richtete 2002 das Schwerpunktprogramm Heterosis ein, um mit pflanzlicher Genomforschung zur Kausalanalyse dieses biologischen Schlüsselphänomens beizutragen und Grundlagen für dessen optimale Nutzung in der Pflanzenzüchtung zu erarbeiten.
Im Rahmen des Themas Grüne Gentechnik kündigte am 13. Mai 2009 der DFG-Präsident auf einer Pressekonferenz von DFG und DLG an, dass nun u. a. mithilfe gentechnischer Methoden die molekularen Ursachen der Heterosis aufgeklärt werden sollen.
Die Universität Hohenheim richtete im September 2009 eine dreitägige internationale Konferenz Heterosis in Plants: Genetic and molecular causes and optimal exploitation in breeding aus.
Am 1. September 2014 startete das fünfjährige Projekt ZUCHTWERT: Zuchtmethodische Grundlagen zur Nutzbarmachung von Heterosis in Weizensorten. Es wurde vom Bundesministerium für Ernährung und Landwirtschaft mit insgesamt ca. 5 Millionen Euro gefördert, die sich auf mehrere Projektpartner verteilten. 655.370 Euro erhält das Leibniz-Institut für Pflanzengenetik und Kulturpflanzenforschung (IPK) in Gatersleben. Die Landessaatzuchtanstalt der Universität Hohenheim erhält hierfür 370.775 Euro und macht Zuchtwert damit zu einem Schwergewicht der Forschung an der Universität Hohenheim. Die restlichen ca. 3,9 Millionen Euro verteilten sich auf sechzehn Konzerne, Firmen und Organisationen, die sich in Deutschland mit der Weizenzucht beschäftigen.